# 1917 في ألمانيا
فيما يلي قوائم الأحداث التي وقعت خلال عام 1917 في ألمانيا.

## سياسة

### تعيين في المنصب
- 14 يوليو – غورغ ميخائيل مستشار ألمانيا.
- 1 نوفمبر – غورغ فون هيرتلنغ مستشار ألمانيا.

### انتهاء فترة المنصب
- 13 يوليو – تيوبالت فون بتمان هولفيغ مستشار ألمانيا.
- 1 نوفمبر – غورغ ميخائيل مستشار ألمانيا.

## ظهور
- 1 يناير – سور الصين العظيم قصة قصيرة من تأليف فرانتس كافكا.

## مواليد

### فبراير
- 1 فبراير – إريك تروكنبرودت فيزيائي ألماني.
- 4 فبراير – ألفريد دروشل ضابط ألماني.

### أبريل
- 18 أبريل – فريدريكا من هانوفر[1]

### سبتمبر
- 6 سبتمبر – فيليب فون بوسلاغر[2]

### أكتوبر
- 20 أكتوبر – ستيفان هيسيل[3]

### ديسمبر
- 11 ديسمبر – ماكس هيلموت أوستيرمان طيار مقاتل ألماني.
- 21 ديسمبر – هاينريش بول[4]
- 27 ديسمبر – مارغو فولك أمينة سر ألمانية.

## وفيات

### يناير
- 1 يناير – آدم متز (مواليد 1869)[5]
- 1 يناير – كارل لودفيغ شبرنغر (مواليد 1846) عالم نبات ألماني.

### فبراير
- 15 فبراير – أوزوالد بركان (مواليد 1834) طبيب ألماني.[6]
- 24 فبراير – نقولا مارشال (مواليد 1829)[7]

### مارس
- 8 مارس – فرديناند فون زبلين (مواليد 1838)[8]
- 17 مارس – فرانز برنتانو (مواليد 1838) فيلسوف نمساوي.[9]

### أبريل
- 24 أبريل – أوسكار بلومنتال (مواليد 1852) كاتب مسرحي ألماني.[10]

### يونيو
- 15 يونيو – فريدريك روبرت هيلمرت (مواليد 1843)[11]

### يوليو
- 3 يوليو – آنا بلوم (مواليد 1843)

### أغسطس
- 3 أغسطس – فرديناند جورج فروبنيوس (مواليد 1849) رياضياتي ألماني.[12]
- 13 أغسطس – إدوارد بوخنر (مواليد 1860)[13]
- 20 أغسطس – أدولف فون باير (مواليد 1835)[14]

### نوفمبر
- 4 نوفمبر – ماكس باور (مواليد 1844)[15]